# Fetchmail
Fetchmail — утилита для unix-подобных систем, используемая для сбора почты с удалённых POP3, IMAP, ETRN или ODMR почтовых серверов и доставки локальным пользователям. Разработка была основана на open source проекте popclient.
Особенность проекта в его использовании своим автором, Эриком Рэймондом, для проверки теории разработки свободного программного обеспечения, описанного в широко известном эссе о методах ведения open source проектов — «Собор и базар».
Некоторые программисты критикуют дизайн fetchmail, за количество «дыр», сказывающихся на безопасности данных и за преждевременный перевод проекта в «режим поддержки». За некоторые проблемы ответственность возлагают на новую команду поддержки, которым был передан проект в 2004 году.